# Дощаник
Доща́ник (также досчаник, дощан, дощатник) — плоскодонное деревянное речное судно небольшого размера с палубой (или полупалубой) и одной мачтой, использовавшееся, главным образом для транспортных целей, на большинстве рек России. 
Грузоподъемность дощатника от 7 до 200 тонн. В устьях рек и мелководных портах применялись «догрузные» дощаники, основное предназначение которых была погрузка и разгрузка судов, стоящих на рейде. Приводились в движение парусами, вёслами, шестами или при помощи буксира.

## История
Впервые суда такого типа появились в древнем Новгороде в XII—XIV веках и получили своё название по причине постройки полностью из досок, в отличие от обычной для того времени выдолбленной из дерева основы. Через некоторое время данный тип речных судов постепенно распространился на Урале и в Сибири и к XVII века стал самым распространённым грузовым судном на западносибирских реках. Передвигались дощаники под прямым или косым рейковым парусом, на вёслах или же на буксире.
Император Пётр I использовал суда подобного типа в качестве десантных кораблей в составе Азовского флота. Петровские дощаники вмещали до 50 человек и составляли в длину до 15 метров.

## Типы дощаников
По сохранившимся данным можно определить два существовавших во второй половине XIX века типа дощаников, отличающихся характеристиками размеров и грузоподъёмностью.
- Типы дощаников
- Козачий досчаник[7]
- Верховой досчаник[7]
- Догрузной досчаник[8]
- Неводник[7]

### Волжский дощаник
Длина волжского дощаника составляла от 2,8 саженей (5,97 метра) до 12,9 саженей (27,5 м), ширина от 1,0 сажени (2,13 м) до 4,2 саженей (8,94 м).
Осадка без груза достигала глубины от 0,8 до 5,0 аршин (0,56-3,55 м), с грузом 1,0—10,0 аршин (0,71—7,11 м)
Грузоподъёмность дощаника была впечатляющей даже по современным меркам и составляла от 500 до 10000 пудов (8 — 160 тонн)
Срок службы до 13 лет, количество пассажиров и экипажа от 1 до 12 человек.
Строительство волжских дощаников велось в основном в приволжских губерниях и в количественном соотношении выражалось в следующих пропорциях: Нижегородская губерния — около 55 % от общего числа построенных судов, Костромская губерния — 18 %, Владимирская губерния — 12 % и Казанская губерния — 6,5 %.
Также волжские дощаники распределялись на следующие подтипы, различающиеся по размерам и месту строительства:
- Балахнинский дощаник, (или «догрузок», догрузное судно), длина 6—7 саженей (12,7—14,9 м), ширина 1—1,3 сажени (2,13—2,76 м), грузоподъёмность 2000—3000 пудов (32—48 т)
- Верховой дощаник, строительство которых велось, в основном, во Владимирской и Костромской губерниях. Длина 3—6 саженей (6,4 м—12,8 м), ширина 1—1,25 саженей (2,13—2,66 м), грузоподъёмность 800—1500 пудов (12,8—24 т). Дощаники этого типа имели характерную особенность, отличающую их от других типов, — лубяную крышу.
- Казачий (астраханский) дощаник — длина 2,5—4 сажени (5,32—8,52 м), ширина 1—1,3 сажени (2,13—2,76 м), грузоподъёмность 20—35 пудов (320—560 кг)
- Неводный дощаник (или неводник) — длина 3—4 сажени (6,9—9,2 м), ширина 1—1,3 сажени (2,3—3 м), грузоподъёмность 25—40 пудов (400—640 кг). Срок службы такого дощаника составлял около 5—6 лет. Дощаник этого типа имел мачту и косой рейковый парус и строился преимущественно в низовьях Волги, в районе Саратова. Служил для перевозки рыболовных неводов на места, где предполагалось «неводить рыбу» или «делать новый заброд».

Количество волжских дощаников, по данным на 1886 год, составляло 215 судов.

### Донской дощаник
Донской дощаник отличался от волжского меньшим количеством экипажа — на нём умещалось всего двое—четверо рабочих. Кроме того, донской дощаник имел штевни со значительным наклоном наружу и оборудовался каютами в корме («нора») и носу («кичка»). Средняя часть корпуса предназначалась для грузов и пассажиров. Оснащался съемной мачтой с рейковым парусом, а также 4-6 гребными вёслами и одним рулевым веслом.
Длина донского дощаника составляла 4,0—11,0 саженей (9,2—25,3 м), ширина 1,2—2,3 сажени (2,76—5,3 м). Осадка без груза 0,5—1,5 аршин (0,35-1 м), с грузом 3,0—7,0 аршин (2,1-5 м). Грузоподъёмность 350—400 пудов (5,6-6,4 т). Срок службы — до 9 лет.
Количество донских дощаников, по данным на 1886 год, составляло 15 судов.

## Распространение
Дощаники использовались по Волге (ниже Рыбинска), Каме, Цне и Дону, а также в Сибири во время территориальной экспансии России.

## Настоящее время
Свою актуальность дощаники как тип судов не потеряли и в настоящее время, поскольку их основным достоинством является доступность материала для постройки (доски) и простота изготовления.

## Дощаник в геральдике
Дощаник присутствует в качестве элемента на флаге Тюменского района и флаге Тюмени, в знак того, что «от сего города начинается плавание по рекам всей Сибири».